# Mercedes-Benz W 196 R
La Mercedes-Benz W 196 R è una monoposto di Formula 1, utilizzata durante le stagioni 1954 e 1955 e vincitrice di 9 delle 12 gare alle quali prese parte con Juan Manuel Fangio e Stirling Moss.
Dalla W 196 R derivò la famosa Mercedes-Benz 300 SLR.

## Storia
La W 196 R è stata la monoposto con cui la casa della stella a tre punte tornò alle competizioni dopo quindici anni di assenza. L'ultima partecipazione ad una competizione ufficiale, era infatti risalente al 1939, proprio all'alba della Seconda guerra mondiale. L'inizio degli anni cinquanta del Novecento aveva portato una significativa novità nell'ambito delle competizioni automobilistiche, e cioè l'avvento della Formula 1.
Per la stagione 1954, il regolamento recentemente rinnovato fissava il limite di cilindrata per le vetture partecipanti in 2500 cm³ per i motori aspirati ed in appena 750 cm³ per quelli sovralimentati.
La casa di Stoccarda decise che era ora di tornare a calcare le piste di gara e si lanciò nel progetto della nuova vettura, la prima monoposto di Formula 1 recante il logo della stella a tre punte.

### Il progetto W 196 R
Al progetto W 196 R parteciparono gli ingegneri Nallinger, Kraus, Scherenberg e Gossmann, mentre una vecchia conoscenza, Rudolf Uhlenhaut, avrebbe curato in seguito i collaudi della vettura finita.

#### Struttura e meccanica
Il telaio della W 196 R era una struttura reticolare in tubi di magnesio saldati, molto rigida, ma anche estremamente leggera, basti pensare che l'intera struttura arrivava a pesare 36 kg. Tra le novità telaistiche, vanno ricordate le sospensioni a ruote indipendenti sui due assi. In particolare, il retrotreno seguiva uno schema brevettato da Scherenberg con semiassi oscillanti, schema che di lì a pochi anni sarebbe stato introdotto anche nelle vetture stradali.
L'impianto frenante prevedeva quattro tamburi a doppia ganascia con alettature di raffreddamento. Tali tamburi erano sistemati entrobordo in modo da ridurre le masse non sospese e misuravano 350 mm di diametro all'avantreno e 275 mm al retrotreno. L'interasse del telaio era originariamente di 2,33 m, ma nel corso della carriera della W 196 R venne via via ridotto fino a raggiungere 2,15 m.

#### Motore
La W 196 R è una delle monoposto tecnicamente più innovative del periodo. Il motore M 196 R era un otto cilindri in linea bialbero bivalve da 2 496 cm³ (76 mm × 68,8 mm), del quale va senz'altro ricordata la distribuzione desmodromica, che consentiva di eliminare le molle di richiamo delle valvole e di poter funzionare a regimi più alti anche grazie alla doppia accensione. Un'altra novità fu l'alimentazione ad iniezione diretta, che consentiva un miglior rendimento del motore. Tali soluzioni, specialmente quella relativa all'iniezione diretta, vennero sviluppate dagli ingegneri Mercedes-Benz attraverso l'esperienza acquisita sul caccia Messerschmitt Bf 109 durante la Seconda guerra mondiale. Il motore era fissato al telaio con un'inclinazione di 53° sul lato destro e venne disassato rispetto all'asse longitudinale della vettura. Tutto questo per permettere all'albero di trasmissione di poter passare a fianco del sedile del pilota, dato il corpo vettura dalla limitata altezza da terra (13 cm). La potenza massima raggiunta da tale propulsore era di 260 CV, ma durante l'attività sportiva della W 196 R, protrattasi per un anno e mezzo, si arrivò anche a 290 CV ad 8 500 giri/min.

#### Corpo vettura

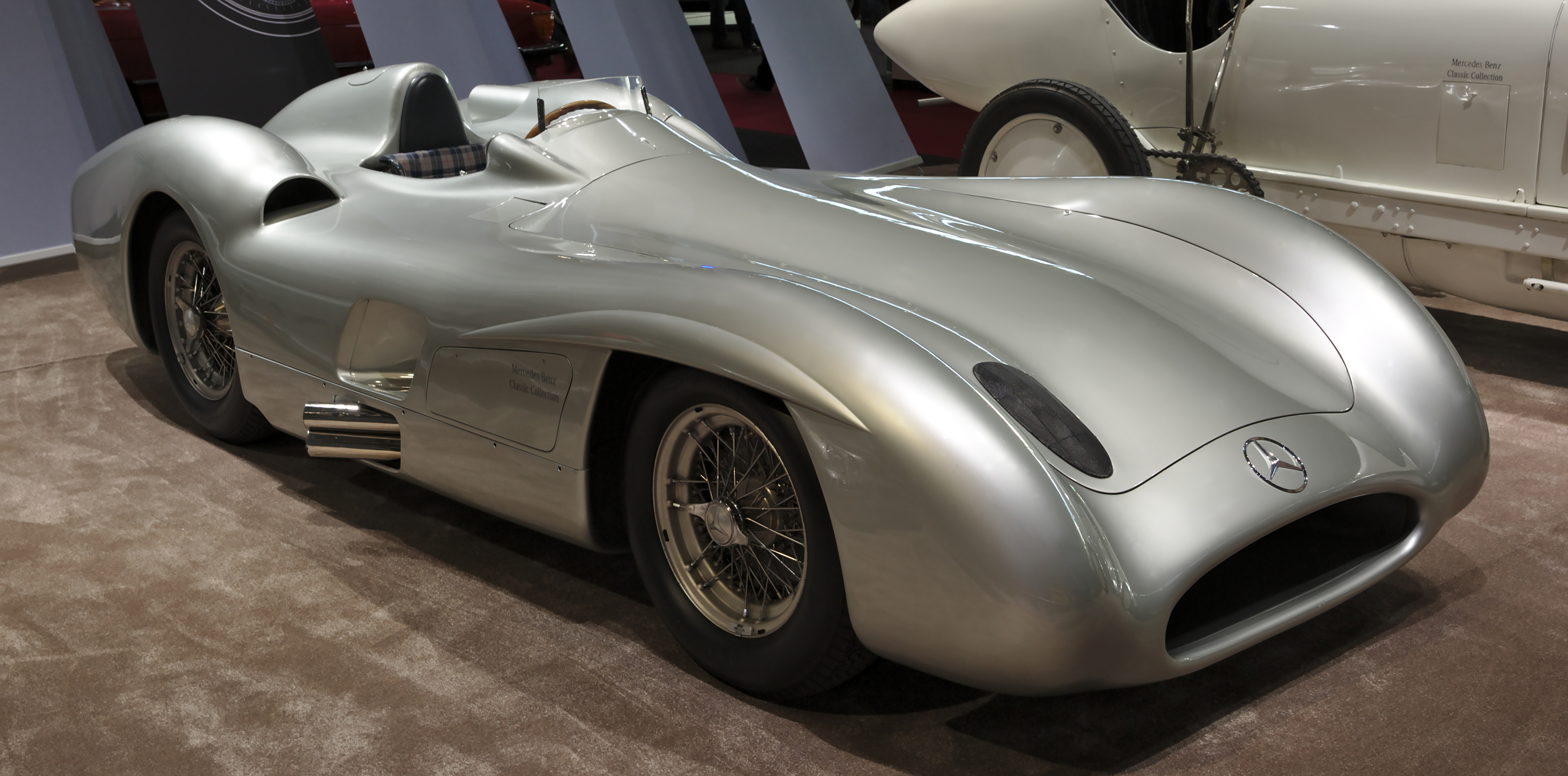
Una Mercedes-Benz W 196 R "Tipo Monza"

Sono esistite due varianti di carrozzeria per la W 196 R, tutte in lamiera di alluminio: una con corpo vettura carenato, per sfruttare l'aerodinamica nei circuiti veloci, ed una a ruote scoperte per i percorsi più tortuosi.
- Carenata o Tipo Monza: la vettura equipaggiata con tale carrozzeria era indicata per i percorsi più veloci, perché permetteva di sfruttare le leggi dell'aerodinamica e raggiungere velocità maggiori. Ma era più pesante ed ingombrante (circa 100 kg in più), perciò risultava poco indicata per i percorsi più tortuosi, dove invece veniva preferita la versione a ruote scoperte.
- A ruote scoperte: questa è stata la versione più utilizzata, data la natura dei tracciati di gara. La Casa tedesca imparò a proprie spese durante il 1954 che tale configurazione era la più adatta per i tracciati meno veloci, poiché privilegiava maggiormente l'agilità e la maneggevolezza.

### La Uhlenhaut Coupé
Nel 1955 Rudolf Uhlenhaut progettò una coupé basata sulla 300 SLR, di cui furono costruiti solo due esemplari. Per questo, Uhlenhaut utilizzò le porte ad ali di gabbiano della Mercedes-Benz W198 presentata un anno prima. Il motore di questa "Uhlenhaut Coupé" produceva 222 kW (302 CV) a 7500 giri/min. Inizialmente Mercedes aveva previsto di iscrivere questa versione coupé alle gare di durata, ma non se ne fece nulla poiché l'azienda si ritirò dalle competizioni nel 1955. Uhlenhaut la utilizzò invece come auto aziendale per recarsi al lavoro, con grande disappunto dei vicini che venivano svegliati al mattino presto dal rumore dell'auto che, nonostante i silenziatori montati successivamente, era stata sviluppata come auto da corsa. Con una velocità massima di 290 km/h, l'auto era il veicolo più veloce immatricolato su strada all'epoca.
Della cosiddetta Uhlenhaut Coupé esistono ancora entrambe le vetture costruite nel 1955, che si differenziano solo per alcuni dettagli come il colore degli interni, rosso e blu, e i particolari della griglia del radiatore. Entrambe le vetture facevano parte della collezione di oltre 1100 veicoli Daimler fino al maggio 2022: una era esposta permanentemente nel Museo Mercedes-Benz e l'altra veniva utilizzata per occasionali giri dimostrativi. Nel maggio 2022 l'azienda ha fatto mettere all'asta quest'ultimo veicolo dimostrativo da Sotheby's nel Museo Mercedes-Benz, davanti a clienti abituali selezionati, appassionati di auto d'epoca, collezionisti di automobili e d'arte. Con un ricavato di 135 milioni di euro è considerata l'auto più costosa del mondo. Il denaro raccolto sarà utilizzato per finanziare un programma di borse di studio a livello mondiale. L'altra vettura continuerà ad essere esposta nel museo.

### Attività sportiva
La W 196 R non fu presente per tutto il Campionato del 1954, ma debuttò solo il 4 luglio al Gran Premio di Francia 1954 nella versione carenata Tipo Monza, nata per funzionare meglio sulle alte velocità del circuito di Reims. Fangio e Karl Kling fecero segnare la 1ª e 2ª posizione finale, mentre il giovane Hans Herrmann conquistò il giro più veloce in gara. La stessa versione dell'auto venne impiegata a fine stagione a Monza, dalla quale prese il soprannome.

L'errore commesso dal reparto sportivo Mercedes-Benz, capitanato ancora una volta da Alfred Neubauer, fu quello di riproporre la vettura carenata a Silverstone, decisamente meno veloce, e la vettura risultò difficile da maneggiare e poco agile: come risultato, Fangio e Kling finirono per urtare i coni in gomma utilizzati per delimitare il tracciato, ammaccando la carrozzeria in più punti. Fangio, inoltre, ebbe anche dei problemi al cambio e terminò la gara al quarto posto.

Le cose cambiarono decisamente al Nürburgring, dove le W 196 R vennero schierate con carrozzeria a ruote scoperte (richiesta con insistenza da Fangio). Contemporaneamente, il motore beneficiò di 10 CV in più. Stavolta Fangio tornò a vincere, ma la manifestazione venne funestata dal tragico incidente, avvenuto durante le prove, in cui perse la vita il pilota Onofre Marimon su Maserati.

Anche le due gare successive, in Svizzera e a Monza, videro Fangio trionfare. La gara di Monza, in particolare, fu resa avvincente dal memorabile recupero di Fangio ai danni della Maserati di Stirling Moss.

Il Gran Premio di Spagna, atto finale del mondiale del '54, fu invece vinto da Mike Hawthorn su Ferrari, ma oramai i conti erano fatti: con sei vittorie su otto gare totali, Fangio poté laurearsi campione del mondo.

Per la stagione 1955, la rosa dei piloti della squadra corse Mercedes-Benz si arricchì con l'arrivo di Stirling Moss a fianco di Fangio, Kling ed Hermann.

La prima tappa, tenutasi a Buenos Aires, vide il trionfo di Fangio davanti alla sua gente. A Montecarlo, invece, la W 196 R dell'argentino ebbe problemi meccanici che permisero a Trintignat di aggiudicarsi la gara.

Al Gran Premio del Belgio e al successivo in Olanda, Fangio tornò ancora a vincere, mentre in Gran Bretagna fu la volta di Stirling Moss a tagliare per primo il traguardo.

Ed ancora Fangio fu il vincitore dell'ultima tappa, quella di Monza: anche la stagione vide l'argentino trionfare e riconfermarsi campione del mondo.
Quella del 1955, però, fu una stagione funesta: a Monza, Alberto Ascari perse la vita mentre provava la Ferrari di Eugenio Castellotti. Qualche tempo dopo, alla 24 Ore di Le Mans, vi fu il gravissimo incidente alla SLR di Levegh, che uscì di pista finendo sulle tribune ed uccidendo oltre 80 persone. Fu un grave colpo psicologico (e non solo) per la Casa tedesca, che al termine di quella stagione si ritirò dalle competizioni.

## Risultati completi
| Anno | Team            | Motore               | Gomme | Piloti   |  |  |  |     |   |     |     |     |     | Punti | Pos. |
| ---- | --------------- | -------------------- | ----- | -------- |  |  |  | --- | - | --- | --- | --- | --- | ----- | ---- |
| 1954 | Daimler Benz AG | Mercedes-Benz 2.5 L8 | C     | Fangio   |  |  |  | 1   | 4 | 1   | 1   | 1   | 3   | 43,14 | 1º   |
| 1954 | Daimler Benz AG | Mercedes-Benz 2.5 L8 | C     | Herrmann |  |  |  | Rit |   | Rit | 3   | 4   | Rit | 43,14 | 1º   |
| 1954 | Daimler Benz AG | Mercedes-Benz 2.5 L8 | C     | Kling    |  |  |  | 2   | 7 | 4   | Rit | Rit | 5   | 43,14 | 1º   |
| 1954 | Daimler Benz AG | Mercedes-Benz 2.5 L8 | C     | Lang     |  |  |  |     |   | Rit |     |     |     | 43,14 | 1º   |

| Anno | Team            | Motore               | Gomme | Piloti   |    |     |  |     |     |   |     | Punti   | Pos. |
| ---- | --------------- | -------------------- | ----- | -------- | -- | --- |  | --- | --- | - | --- | ------- | ---- |
| 1955 | Daimler Benz AG | Mercedes-Benz 2.5 L8 | C     | Fangio   | 1  | Rit |  | 1   | 1   | 2 | 1   | 78 (79) | 1º   |
| 1955 | Daimler Benz AG | Mercedes-Benz 2.5 L8 | C     | Moss     | 4‡ | 9   |  | 2   | 2   | 1 | Rit | 78 (79) | 1º   |
| 1955 | Daimler Benz AG | Mercedes-Benz 2.5 L8 | C     | Kling    | 4‡ |     |  | Rit | Rit | 3 | Rit | 78 (79) | 1º   |
| 1955 | Daimler Benz AG | Mercedes-Benz 2.5 L8 | C     | Herrmann | 4‡ |     |  |     |     |   |     | 78 (79) | 1º   |
| 1955 | Daimler Benz AG | Mercedes-Benz 2.5 L8 | C     | Simon    |    | Rit |  |     |     |   |     | 78 (79) | 1º   |
| 1955 | Daimler Benz AG | Mercedes-Benz 2.5 L8 | C     | Taruffi  |    |     |  |     |     | 4 | 2   | 78 (79) | 1º   |

| Legenda | 1º posto     | 2º posto | 3º posto    | A punti         | Senza punti/Non class.  | Grassetto – Pole position Corsivo – Giro più veloce |
| Legenda | Squalificato | Ritirato | Non partito | Non qualificato | Solo prove/Terzo pilota | Grassetto – Pole position Corsivo – Giro più veloce |